# سلسلة جيفورس 30
سلسلة جيفورس 30 عبارة عن مجموعة من وحدات معالجة الرسومات (GPU) التي صممتها وتسويقها إنفيديا ، خلفًا لسلسلة GeForce 20 . تعتمد سلسلة جيفورس 30 على معمارية Ampere ، والتي تتميز بتتبع الأشعة من الجيل الثاني (RT) من إنفيديا. من خلال إنفيديا RTX ، يمكن تتبع الأشعة التي تدعم الأجهزة على بطاقات سلسلة جيفورس 30.
بدأت سلسلة جيفورس 30 بالشحن في 17 سبتمبر 2020.

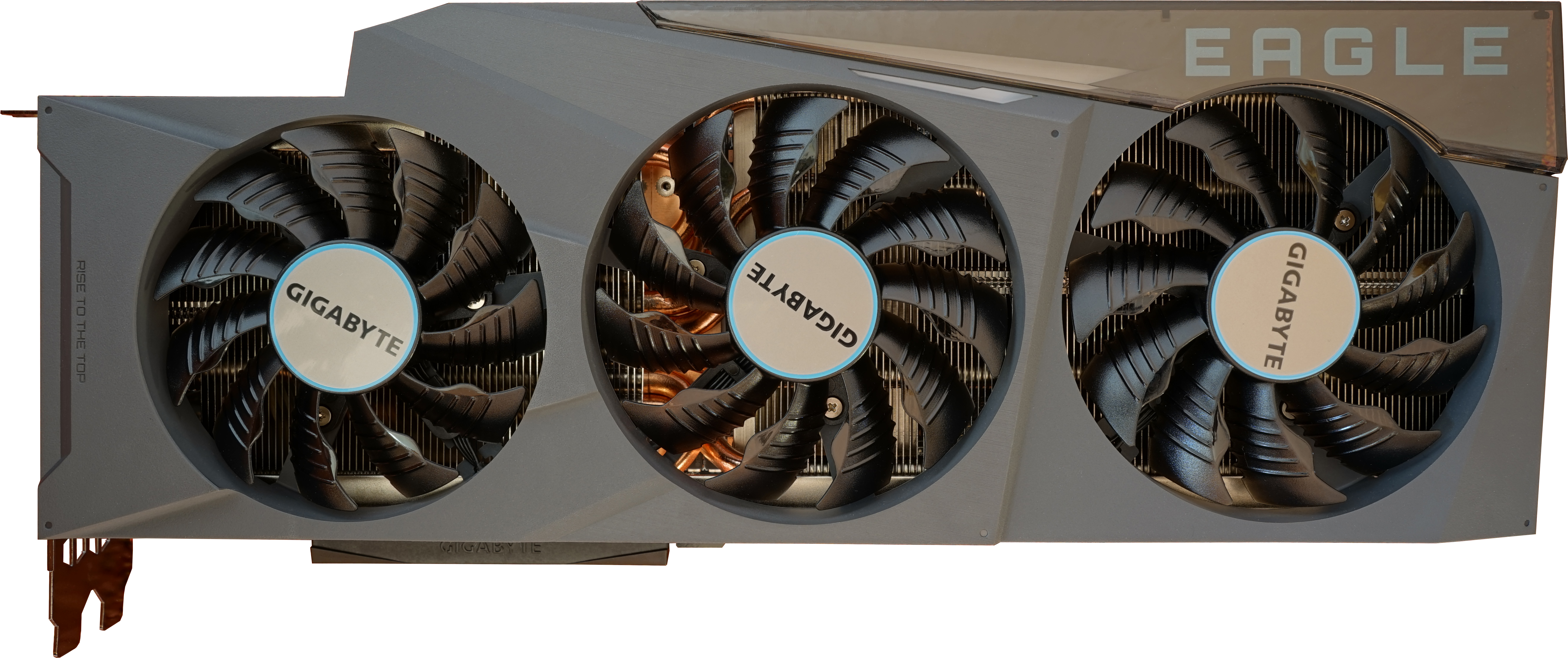
RTX 3090 من صنع الشركة المصنعة Gigabyte

## أنظر أيضا
- سلسلة جيفورس 10
- سلسلة جيفورس 16
- سلسلة جيفورس 20
- سلسلة جيفورس 40
- كوادرو
- نفيديا تيسلا
- قائمة وحدات معالجة الرسومات من Nvidia

## روابط خارجية
- الموقع الرسمي